# رصد الأرض في المكان والفضاء
نظام معالجة معلومات مراقبة الأرض (EOIPS) هو مجال علمي متعدد التخصصات، يهدف إلى جمع وتحليل وتقديم المعلومات حول أنظمة الأرض من وجهات نظر ومقاييس مختلفة. يستخدم النظام منصات فضائية وبرية وجوية وتحت الماء لقياس الخصائص الفيزيائية والكيميائية والبيولوجية للأرض ومحيطها.
يجد نظام معالجة معلومات مراقبة الأرض تطبيقاته في مجالات متعددة تشمل مراقبة البيئة، إدارة الموارد الطبيعية، الاستجابة للكوارث، دراسات تغير المناخ، التخطيط الحضري، الأمن والدفاع، فضلاً عن التعليم والتوعية.
من خلال دمج أساليب وتقنيات المراقبة المتنوعة، يوفر نظام معالجة معلومات مراقبة الأرض (EOIPS) رؤى قيمة حول عمليات الأرض وديناميكياتها وتفاعلاتها، مما يسهم في تحسين فهم وإدارة كوكبنا بشكل أفضل.

## التاريخ
يمكن إرجاع تاريخ نظام معالجة معلومات مراقبة الأرض (EOIPS) إلى المحاولات المبكرة لمراقبة الأرض من ارتفاعات عالية باستخدام البالونات والصواريخ والطائرات. في القرن التاسع عشر، استخدم العلماء البالونات والطائرات الورقية لحمل الأجهزة إلى الغلاف الجوي بهدف جمع بيانات حول درجة الحرارة والضغط والرطوبة.
في أوائل القرن العشرين، بدأ استخدام الصواريخ للوصول إلى ارتفاعات أعلى، ما أتاح التقاط أول صور جوية للأرض. أما أول صورة فضائية للأرض، فتم التقاطها في عام 1947 بواسطة كاميرا مثبتة على صاروخ V-2 أُطلق من ولاية نيو مكسيكو. شكّلت هذه الصورة بداية تطور EOIPS الفضائية ومهدت الطريق لمزيد من التقدم في هذا المجال.
في عام 1957، أطلق الاتحاد السوفييتي سبوتنك 1، أول قمر صناعي في التاريخ، مما أنهى بداية عصر الفضاء وأثار اهتمامًا عالميًا باستكشافه ومراقبته. تبع إطلاق سبوتنك 1 سلسلة من الأقمار الصناعية التي أطلقها كل من الاتحاد السوفييتي والولايات المتحدة، والتي وفرت بيانات قيمة عن الغلاف الجوي للأرض، والمجال المغناطيسي، والمجال الجاذبي.
في عام 1960، أطلقت الولايات المتحدة القمر الصناعي TIROS-1، أول قمر صناعي مخصص لمراقبة الطقس. أثبت TIROS-1 جدوى وفائدة مراقبة الغلاف الجوي للأرض من الفضاء، كما قدم أول صور شاملة للطقس العالمي، ما أحدث ثورة في مجال التنبؤ بالطقس ومهد الطريق لتطوير أقمار صناعية حديثة متخصصة في الرصد الجوي.
منذ ذلك الحين، تم إطلاق العديد من الأقمار الصناعية لأغراض متنوعة ضمن نظام معالجة معلومات مراقبة الأرض (EOIPS)، بما في ذلك رسم خرائط سطح الأرض، ودراسة المحيطات، والمساحة، والأرصاد الجوية، وعلم الفلك، والفيزياء الفلكية. قدمت هذه الأقمار الصناعية ثروة من البيانات حول أنظمة الأرض، ما أسهم في تحقيق تقدم كبير في فهم كوكبنا وعملياته.
اليوم، أصبح EOIPS مجالًا راسخًا ومتعدد التطبيقات، تشمل مراقبة البيئة، إدارة الموارد الطبيعية، الاستجابة للكوارث، دراسة تغير المناخ، التخطيط الحضري، الأمن والدفاع، بالإضافة إلى التعليم والتوعية. ولا يزال هذا المجال يتطور باستمرار مع ابتكار تقنيات ومنصات جديدة، ما يتيح الحصول على معلومات أكثر تفصيلًا ودقة حول الأرض ومحيطها.

## المكونات الرئيسية لـ EOIPS
اكتساب البيانات:
- أجهزة الاستشعار والأقمار الصناعية: يستخدم EOIPS مجموعة من أجهزة الاستشعار الموجودة على متن الطائرة (البصرية والرادار ومتعددة الأطياف) المثبتة على الأقمار الصناعية أو المنصات الجوية لجمع بيانات الاستشعار عن بعد.
- المحطات الأرضية: هذه المرافق ضرورية لاستقبال البيانات الخام المنقولة من الأقمار الصناعية، والمجهزة بأنظمة للتصفية الأولية والاستقرار.

معالجة البيانات:
- المعالجة المسبقة: تتضمن هذه الخطوة تصحيح ومعايرة البيانات الخام لإزالة الضوضاء والتأثيرات الجوية. يتم استخدام تقنيات مثل المعايرة الإشعاعية والتصحيح الهندسي.
- دمج البيانات وتحليلها: يمكن لـ EOIPS دمج وتحليل مجموعات البيانات من مصادر مختلفة لاستخراج رؤى ذات مغزى. على سبيل المثال، يمكن أن يعزز الجمع بين صور الأقمار الصناعية والبيانات الأرضية جهود التخطيط الحضري أو مراقبة الزراعة.

التخزين والإدارة:
- مستودعات البيانات: تعد حلول التخزين عالية السعة ضرورية لإدارة كميات هائلة من البيانات التي تم جمعها. أصبحت الحلول المستندة إلى السحابة تحظى بشعبية متزايدة بسبب قابليتها للتطوير وإمكانية الوصول إليها.
- إدارة البيانات الوصفية: تعد إدارة البيانات الوصفية الفعّالة أمرًا حيويًا لاسترجاع مجموعات البيانات وفهمها بشكل فعال، مما يضمن سهولة وصول المستخدمين إلى المعلومات المطلوبة.

نشر البيانات:
- واجهات المستخدم وأدوات التصور: غالبًا ما تتضمن EOIPS منصات تعتمد على الويب تسمح للمستخدمين بتصور البيانات والتفاعل معها. تُستخدم أدوات أنظمة المعلومات الجغرافية (GIS) بشكل شائع للتحليل المكاني.
- واجهات برمجة التطبيقات والتكامل: توفر EOIPS طرقًا للمطورين من جهات خارجية للوصول إلى البيانات، مما يسهل التكامل مع التطبيقات والأنظمة الأخرى.

## التطبيقات
تحتوي EOIPS على مجموعة واسعة من التطبيقات التي تتطلب معلومات حول أنظمة الأرض لأغراض مختلفة. بعض الأمثلة على تطبيقات EOIPS هي:
المراقبة البيئية: المراقبة والتقييم المنهجي لحالة البيئة الطبيعية وتغيراتها (مثل الغطاء الأرضي والنباتات ونوعية المياه ونوعية الهواء أو التنوع البيولوجي). يمكن للمراقبة البيئية دعم جهود حماية البيئة والحفاظ عليها واستعادتها؛ والكشف عن التأثيرات البيئية وتقييمها؛ وتحديد المخاطر والأخطار البيئية؛ وإبلاغ السياسات واللوائح البيئية؛ وزيادة الوعي البيئي والتعليم.
إدارة الموارد الطبيعية: الاستخدام الفعّال والمستدام للموارد الطبيعية (مثل المياه أو التربة أو المعادن أو الطاقة). يمكن لإدارة الموارد الطبيعية دعم استكشاف الموارد واستخراجها واستخدامها؛ وتخطيط استخدام الأراضي؛ والحفاظ على الموارد الطبيعية وحمايتها؛ والتنمية المستدامة.
الاستجابة للكوارث: استخدام EOIPS لدعم جهود إدارة الكوارث والاستجابة لها، بما في ذلك تقييم مخاطر الكوارث، وأنظمة الإنذار المبكر، وتقييم الأضرار، وتنسيق الاستجابة للطوارئ. يمكن أن يوفر EOIPS معلومات قيمة للاستعداد للكوارث والتخفيف منها والاستجابة لها والتعافي منها.
دراسات تغير المناخ: استخدام EOIPS لدراسة نظام مناخ الأرض، بما في ذلك تقلب المناخ، وتأثيرات تغير المناخ، واستراتيجيات التخفيف من تغير المناخ والتكيف معه. يمكن أن يوفر EOIPS بيانات عن درجة الحرارة، وهطول الأمطار، ومستوى سطح البحر، والغطاء الأرضي، والمتغيرات الأخرى المتعلقة بالمناخ.
التخطيط الحضري: استخدام EOIPS لدعم التخطيط الحضري والإدارة، بما في ذلك تخطيط استخدام الأراضي، وتخطيط النقل، وتطوير البنية الأساسية، والتصميم الحضري. يمكن أن يوفر EOIPS معلومات حول استخدام الأراضي، والكثافة السكانية، وأنماط المرور، وغيرها من الميزات الحضرية.
الأمن والدفاع: استخدام EOIPS لدعم الأمن الوطني والدفاع، بما في ذلك أمن الحدود، والمراقبة، وجمع المعلومات الاستخباراتية، والعمليات العسكرية. يمكن أن يوفر EOIPS معلومات عن تحركات القوات، والمنشآت العسكرية، وغيرها من الميزات المتعلقة بالأمن.
التعليم والتوعية: استخدام EOIPS لدعم برامج التعليم والتوعية، بما في ذلك التدريس حول أنظمة الأرض، والعلوم البيئية، واستكشاف الفضاء. يمكن أن يوفر EOIPS البيانات والصور والموارد الأخرى للأغراض التعليمية.
الصحة العالمية والمحلية: استخدام EOIPS لدعم مشاريع الصحة والرفاه ، بما في ذلك مشاريع الأمم المتحدة / منظمة الصحة العالمية حول مراقبة الأرض والأغذية والزراعة. يمكن أن توفر EOIPS البيانات والصور والموارد الأخرى لأغراض الرعاية الصحية.
هذه مجرد أمثلة قليلة للتطبيقات العديدة لـ EOIPS. يستمر المجال في التطور مع تطوير التقنيات والمنصات الجديدة، مما يوفر معلومات مفصلة ودقيقة بشكل متزايد حول الأرض ومحيطها. هذه المعلومات ضرورية لمجموعة واسعة من عمليات صنع القرار، من الإدارة البيئية إلى الاستجابة للكوارث إلى التخفيف من تغير المناخ.

## مستقبل تطبيقات مراقبة الأرض (SDIS)
نظام بيانات ومعلومات مراقبة الأرض (EOSDIS) هو أحد المكونات الرئيسية لبرنامج أنظمة بيانات علوم الأرض التابع لوكالة ناسا. يوفر النظام إمكانيات شاملة لإدارة بيانات علوم الأرض التابعة للوكالة من مصادر متنوعة، بما في ذلك الأقمار الصناعية والطائرات والقياسات الميدانية. يدعم EOSDIS مجموعة واسعة من الأنشطة، مثل القيادة والتحكم في مهام الأقمار الصناعية، والتقاط البيانات ومعالجتها أوليًا، وإنشاء منتجات بيانات علمية عالية المستوى، وأرشفة وتوزيع هذه المنتجات. وقد صُمم النظام لمساعدة العلماء والباحثين على الوصول إلى بيانات مراقبة الأرض والاستفادة منها في تطبيقات متعددة، تشمل مراقبة تغير المناخ، وحماية البيئة، وإدارة الكوارث.